# Koń z Kapitolu (obraz Stanisława Masłowskiego)
Koń z Kapitolu (Wejście na Kapitol w Rzymie – Campidoglio) – obraz – akwarela polskiego malarza Stanisława Masłowskiego (1853–1926) z 1904 roku, znajdująca się w zbiorach Muzeum Narodowego w Warszawie.

## Opis
Akwarela (wym. 33,7 × 44,7 cm) przedstawia widok na spiżową figurę konia przy wejściu na wzgórze Kapitolu w Rzymie.
Masłowski namalował omawianą akwarelę w Rzymie w 1904 roku. Obraz jest opatrzony sygnaturą: „Campidoglio|St. Masłowski Roma 1904”. W 2022 obraz znajdował się w zbiorach Muzeum Narodowego w Warszawie.

## Dane uzupełniające
Omawiany obraz wymieniał (1957) syn artysty historyk sztuki Maciej Masłowski w swej pracy materiałowej o ojcu pt. „Stanisław Masłowski – Materiały do życiorysu i twórczości” – pisząc: „Koń z Kapitolu obecnie własność Muzeum Narodowego w Warszawie, wchodził ongiś w skład znanej kolekcji Wydżgi, który zgromadził poza znaczną grupą prac Pankiewicza, Piechowskiego i innych, kolekcję dwudziestu paru (głównie studiów akwarelowych) prac Masłowskiego. Był szczerym entuzjastą talentu Ojca, jednym z odkrywców jego drobnych „japońszczyzn”, konkurujący z Manghą-Jasieńskim. W jednym z pism warszawskich opublikował duży artykuł o Masłowskim, jeden z najciekawszych, jakie o nim napisano, sygnowany „Szarota”.”
Tę akwarelę wymieniał (1960) również Tadeusz Dobrowolski w swej trzytomowej pracy „Nowoczesne malarstwo polskie – tom 2 – pisząc: „[...] z lat 1904–1907 pochodzą jego widoki z Rzymu [...] jak m.in. akwarela ze spiżowymi końmi na Kapitolu z 1904 r.” [...]
Obraz był reprodukowany w publikacji: Stanisław Masłowski – Akwarele – 12 reprodukcji barwnych”, poz.10

## Literatura
- Stanisław Masłowski: Materiały do życiorysu i twórczości, oprac. Maciej Masłowski, Wrocław, 1957, wyd. „Ossolineum”
- „Stanisław Masłowski: Akwarele – 12 reprodukcji barwnych”, Warszawa 1956, ze wstępem Macieja Masłowskiego, wyd. „Sztuka”
- Tadeusz Dobrowolski: „Nowoczesne malarstwo polskie, Wrocław-Kraków 1960, wyd. Ossolineum
- https://cyfrowe.mnw.art.pl/pl/katalog/756576 (dostęp: czw, 4 sie 2022, 19:40:46)